# Вилья Эспаньола
«Ви́лья Эспаньо́ла» (исп. Club Social y Deportivo Villa Española) — уругвайский футбольный и боксёрский клуб из Монтевидео. С 2023 года выступает во Втором дивизионе Уругвая.

## История
Клуб был основан 18 августа 1940 года под названием Villa Española Boxing Club — тогда в нём культивировался лишь бокс. После того, как в 1950 году в клубе стали заниматься футболом, название изменилось на «Сентенарио Хуниорс» (Centenario Juniors). В 1952 году название команды приняло современную форму.
После того, как команда сумела квалифицироваться в элитный дивизион в сезоне 2007/08, у «Вильи» начались финансовые трудности. Особенно они усилились после начала мирового финансово-экономического кризиса. Если Апертуру (первую стадию чемпионата) «Вилья» сумела закончить на 14 месте из 16, то до турнира Клаусуры команду просто не допустила к участию АУФ. Из-за экономических проблем в сезонах 2009/10 — 2012/13 команда не принимала участие в спортивных соревнованиях.
В 2013 году «Вилья Эспаньола» вернула себе членство в АУФ и заявилась во Второй любительский (де-факто — полупрофессиональный) дивизион, который сразу же и выиграла, причём в пятый раз в истории, выйдя на первое место по данному показателю. В 2014—2015 годах играла во Втором дивизионе. После года выступления в Примере «Вилья Эспаньола» вернулась во Второй дивизион. В 2020 году команда заняла второе место и заработала право на возвращение в элиту. Вылетела по итогам 2021 года. В следующем году «Вилья Эспаньола» вылетела уже из Второго дивизиона.

## Достижения
- Чемпион Второго (профессионального) дивизиона Уругвая (1): 2001
- Чемпион Первого любительского дивизиона Уругвая (3-й уровень лиг) (5): 1973, 1980, 1987, 1996, 2013/14
- Чемпион Дивизиона Экстра (4-й уровень лиг) (1): 1964